# نرایر آصلانیان
نرایر آصلانیان (ارمنی: Նորայր Ասլանյան؛ زادهٔ ۲۵ مارس ۱۹۹۱ در کاراهونج) یک بازیکن فوتبال در پست هافبک اهل ارمنستان-هلند است.

## باشگاهی
از باشگاه‌هایی که در آن بازی کرده‌است می‌توان به خرونینگن، کامبور، پک زووله، امن، ویلم دوم و آلاشکرت اشاره کرد.

## تیم ملی
وی همچنین در تیم ملی فوتبال ارمنستان بازی کرده‌است. آصلانیان نخستین بازی ملی خود را که یک بازی دوستانه بود در تاریخ ۵ فوریه ۲۰۱۳ در ولانس، دروم در مقابل لوکزامبورگ انجام داده‌است.